# Grassenema
Grassenema (nach Thomas Spencer Cobbold) ist eine Gattung der Spulwürmer mit drei Arten, die Parasiten im Verdauungstrakt von Schliefern sind.

## Merkmale
Grassenema sind Atractinae mit 12 kutikularisierten Stützen in der Mundhöhle, acht davon in den submedianen Achsen und vier in den sublateralen. Die rückenseitige Wand des Pharynx weist eine Blättchenstruktur auf.

## Arten
Zur Gattung gehören drei Arten, die sich vor allem in der Länge der Spicula unterscheiden:
- Grassenema dendrohyraci Berenguer, 1964, im Blinddarm beim Regenwald-Baumschliefer
- Grassenema hyracis (Ezzat, 1954), im Magen beim Steppenwald-Baumschliefer
- Grassenema procaviae Petter, 1959, im Magen beim Klippschliefer